# 부다페스트 미술관

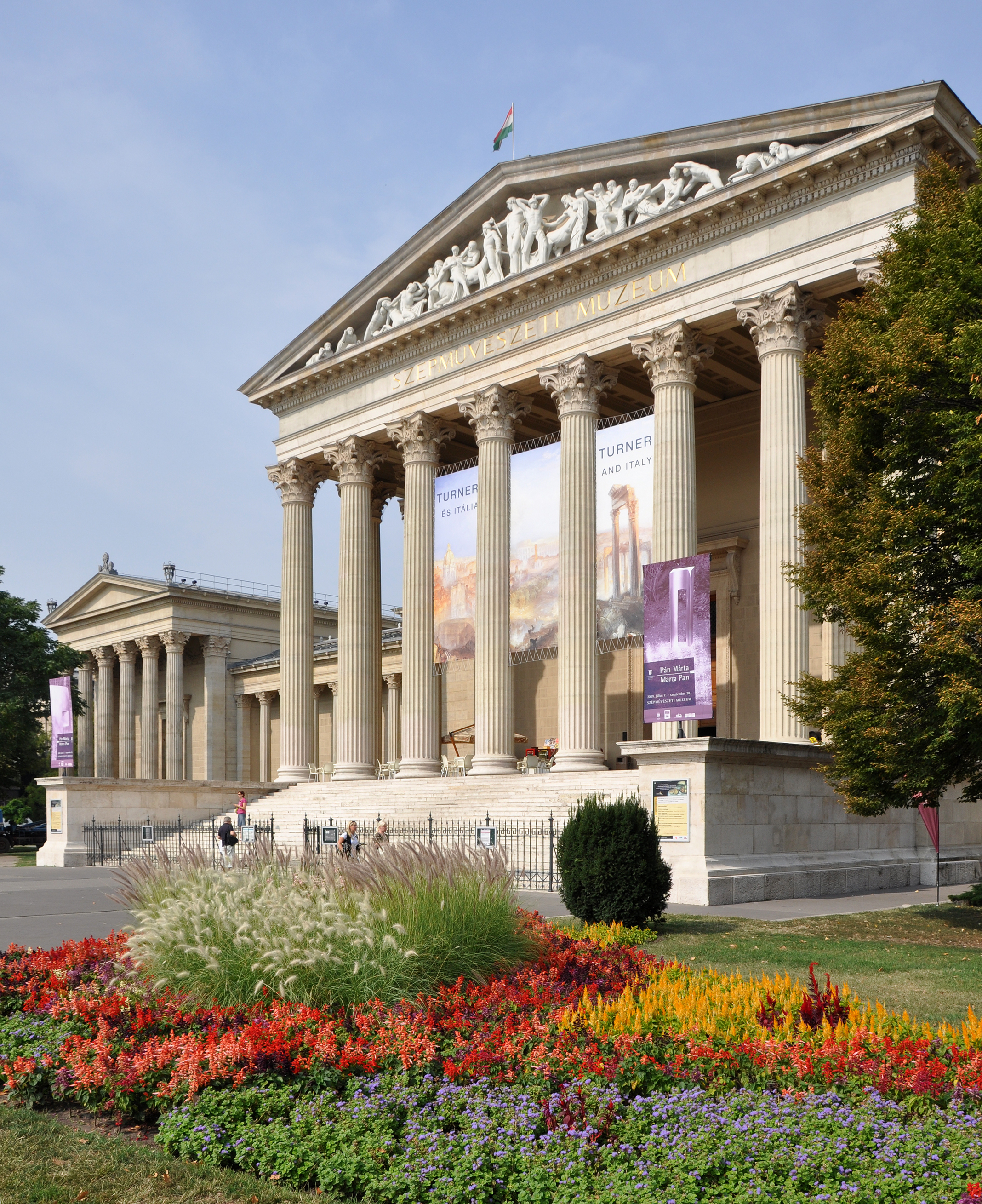
부다페스트 미술관

부다페스트 미술관(헝가리어: Szépművészeti Múzeum)은 헝가리 부다페스트에 위치한 미술관이다. 2015년 2월 16일, 미술관은 수리를 위해 문을 닫았다. 2018년 3월에 재개관할 예정에 있으며, 그동안 몇 작품은 헝가리 국립미술관에 이관되었다.

## 개요
1906년에 개관했다.

## 소장품
에스테르하지 가문의 컬렉션이 바탕이 되고 있다. 고대 이집트 미술, 골동품, 13세기에서 18세기 서양 회화, 조각, 19세기 이후의 회화 등을 소장하고 있다.

## 같이 보기
- 뮈처르노크
- 헝가리 국립미술관
- 가장 큰 미술관 목록